# آداموویتسه، استان ماسوویان
آداموویتسه، استان ماسوویان (به لاتین: Adamowice, Masovian Voivodeship) در لهستان است که در استان ماسوویان واقع شده‌است.